# Anton Jamnik
Anton Jamnik, slovenski škof, * 27. julij 1961, Ljubljana.

## Življenjepis
V torek, 15. novembra 2005, ga je Papež Benedikt XVI. imenoval za novega ljubljanskega pomožnega škofa. Posvečen je bil 8. januarja 2006. Je tudi veliki prior Viteškega reda Božjega groba v Jeruzalemu za Slovenijo, njegov predhodnik je bil Franc Rode.
Septembra 2008 je postal direktor novoustanovljenega Katoliškega inštituta.
Tri leta je vodil komisijo za šolstvo pri Slovenski škofovski konferenci, danes pa vodijo Komisijo za kluturo in dialog, Komisijo za mladinsko in univerzitetno pastoralo pri Slovenski škofvski konferenci. Leta 2008 je postal redni član Evropske akademije zanosti in umetnosti s sedežem v Salzbugu. Zadnja leta predava po različnih univerzah po Evropi in po svetu. Januarha 2008 je predaval tudi na Harvardu o vprašnjih liberalizma in etike. 12 let je bil predsednik Državne komisje za filozofijo pri Ministrsrvu za šolstvo. V letih 2006 do 2009 je bil pri Slovenski škofovski konferenci odgovoren za šolstvo. V teh letih je vodil delovno skupino, ki je priravila program in vse potrebno za ustanovitev prve katoliške osnovne šole Alojzija Šuštarja, ki je odprla svoja vrata leta 2008. Prav tako je vodil tudi projekt ustanavljanja prve Katoliške univerze. Bil je prvi direktor Katoliškega inštituta. Pod Jamnikovim vodstvom je leta 2009 država verificirala program za Fakulteto za poslovne vede, ki je prva fakulteta nastajajoče Katoliške Univerze. Leta 2012 je postal izredni profesor za filozofijo in etiko na Teološki fakulteti Univerze v Ljubljani.
V zadnjih letih je objavil več znanstvenih člankov na Kitajskem, Indiji, Japonskem, Argentini in drugih deželah. Zadnje pomembnejše obsežno delo je knjiga "Med vagabundom in romarjem", ki je izšla leta 2012. Kot redni Član Evropske akdemije znanosti in umetnosti je v zadnjih letih veliko predaval po Evropi (Oxford, barcelona Salzburg...) še posebej veliko pa v daln ji Aziji. Še posebej odmevna so bila njegova predavanja na Sophia University v Tokiu, Cochinu in Banagaloreju v Indiji, pretekla leta pa na Kitajskem, kjer redno sodeluje z mednarodnim instituom za poslovno etiko v Pekingu. Predaval pa je tudi v Sanghaiu, na Ateneo University v Manili na Filipinih, v Saigonu v Vitetnamu on drugih deželah daljnega Vzhoda. 
Kot izredni profesor na Teološki fakulteti Univrze v Ljubljani in redni član Evropske akademije znanosti in umetnosti s sedežem v Salzburgu je na Teološki fakulteti in pri Slovenski škofovski konferenci odgovoren za mednarodno sodelovanje, Univerzitetno pastoralo ter kulturo kot prostor dialoga. Leta 2013, na Svetovnem srečanju mladih v Riu de Jaineru se je srečal tudi s papežem Frančiškom. V letu 2014 je vabljen na azijske konference v Južni Koreju (Soeul), Pekingu in Vietnamu ter Manili na Filipinih - Ateneo de Manila University.

## Dela
Od avtorskih del je njegova najpomembnejša knjiga Liberalizem in vprašanje etike, ki je leta 1998 izšla pri Novi reviji. S področja etike in družbenih vprašanj je objavil tudi nekatere druge razprave: Trstenjakovo etično pojmovanje človeka, Med vrednotami in liberalizmom, Postmoderna etična perspektiva, Strpnost – krepost za nove čase, Evropa išče svojo dušo, Propad totalitarnih ideologij in družbeno-moralna kriza itd.
Nekajkrat je predaval na Teološkem tečaju za študente in izobražence oziroma na Nikodemovih večerih v Ljubljani in po drugih mestih Slovenije; julija 2000 je imel predavanje na Evropskem srečanju katoliških pedagogov z naslovom Učitelj pred izzivi časa, dvakrat je predaval v Dragi, sodeloval pa je tudi na znanstvenem simpoziju v Rimu.
V zadnjih letih je objavil številne znanstvene članke v revijah po celem svetu. Še posebej so odmveali njegovi prispevki, ki so bili objavljeni v Pekingu (Mednarodni inštitut za znanstveno etiko), v Indiji (Bangalore, Cochin), na Japonskem (Spohia University, v Argentini in mnogih evropskih znanstvenih revijah.
Poleg znanstvenih člankov je veliko objavljal v Sobotni prilodi Dela, drugih revijah na Slovenskem in po svetu. Od več sto prispevkov Cobisu sta najpomembnejši deli v slovenkem jeziku njegovo temeljno delo "Liberalizem in vprašanje etike", ki je izšlo pri novi reviji leta 2008, ter obsežna monografija z naslov "Med Vagabundom in romarjem", ki je izšla leta 2012. Zadnja leta skupaj s profesorji iz Pekinga, Tokia, Bostona in Salzburga ter Luxemburha pripravlja obsežno delo, znantsvetno monografijo in učbenik o Poslovni etiki. Delo bo prihodnje leto izšlo v Pekingu in sicer v kitajskem in angleškem jeziku